# Pratt & Whitney JT8D
Il Pratt & Whitney JT8D è un motore turbofan a basso rapporto di diluizione (compreso tra 0,96 e 1,74), sviluppato dalla statunitense Pratt & Whitney nella prima metà degli anni sessanta.

## Storia
Il JT8D è il diretto discendente del turbogetto Pratt & Whitney J52, sviluppato a partire dal 1954 per i Grumman A-6 Intruder della US Navy.
Sulla base del J52 la Pratt & Whitney iniziò nel 1959 lo sviluppo di un motore destinato al Boeing 727, ma impiegato successivamente su altri velivoli tra cui Douglas DC-9, Boeing 737-100 e -200. Prodotto in 11845 esemplari con spinte comprese tra 62 e 77 kN (da 14 000 a 17 400 lb), entrò in servizio su un 727 il primo febbraio del 1964.

### Sviluppo
A partire dagli anni settanta, la Pratt & Whitney sviluppò una versione avanzata del motore (la serie JT8D-200) per venire incontro alle normative più stringenti in tema di inquinamento acustico e di impatto ambientale. Di questa versione ne vennero prodotti 2856 esemplari, portando così il totale a 14701 e rendendolo di fatto uno dei motori a turbina di maggior successo commerciale.
Progettato per essere più silenzioso, pulito e più potente dei modelli precedenti, la serie -200 era caratterizzata da un maggiore rapporto di bypass (1,74:1) e spinta compresa tra 82 e 97 kN (da 18 500 a 21 700 lb). Entrò in servizio nel 1980 sugli MD-80 di cui era l'esclusiva motorizzazione.
In seguito all'entrata in vigore di limiti più stringenti sulla rumorosità (Stage-3), furono studiate e certificate diverse modifiche per far rientrare nei limiti i velivoli con le motorizzazioni più datate. Per i Boeing 727, ad esempio, venne proposto il programma Super 27,  mentre i Boeing 737-200 poterono continuare ad operare installando appositi "silenziatori" (Hush Kit).

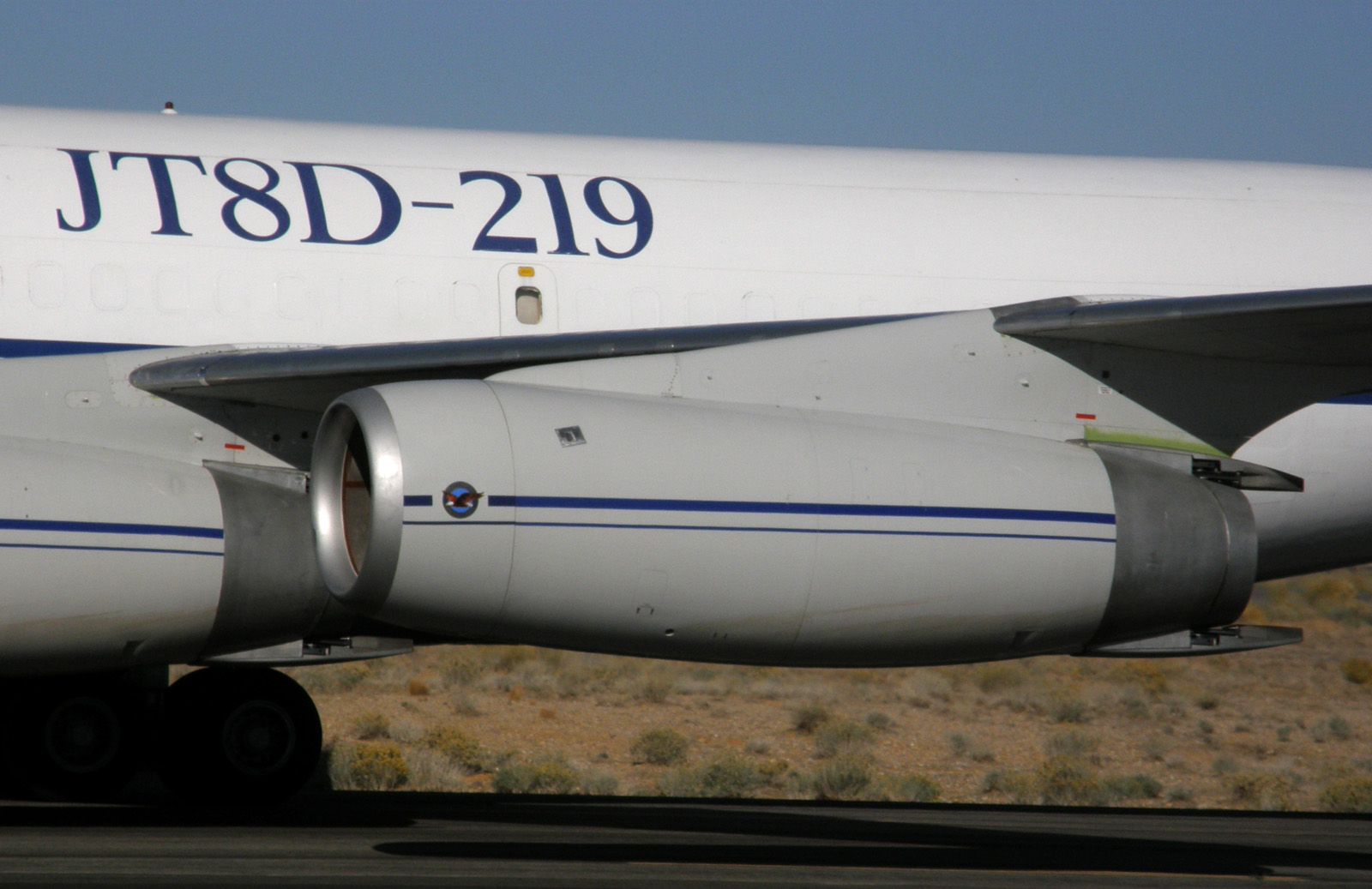
Un JT8D-219 installato su un Boeing 707RE sperimentale della Omega Air

La Pratt & Whitney, in collaborazione con la Seven Q Seven (SQS) e la Omega Air, ha proposto il JT8D-219 come soluzione per rimotorizzare i Boeing 707 ancora largamente usati in campo militare. La Northrop Grumman, invece, ha utilizzato il -219 per la flotta di 19 Joint Surveillance Target Attack Radar System (E-8 Joint STARS) della United States Air Force, consentendogli una maggiore autonomia oraria grazie alla superiore efficienza.
La NATO ha in programma la rimotorizzazione della sua flotta di aerei AWACS E-3 Sentry ed il -219 sembrerebbe costare la metà rispetto al concorrente CFM 56 grazie alla sua somiglianza geometrica e di bilanciamento rispetto al motore originario e, conseguentemente, alle minori modifiche necessarie per la sua installazione.
Una versione con postbruciatore (Volvo RM8) è stata costruita su licenza in Svezia per il caccia Saab 37 Viggen. La versione per impianti di potenza e propulsione marina è nota con la sigla FT12.
È prevista l'installazione di due motori derivati dal JT8D-200 sul nuovo business jet supersonico Aerion SBJ attualmente in fase di progettazione.

### Tecnica

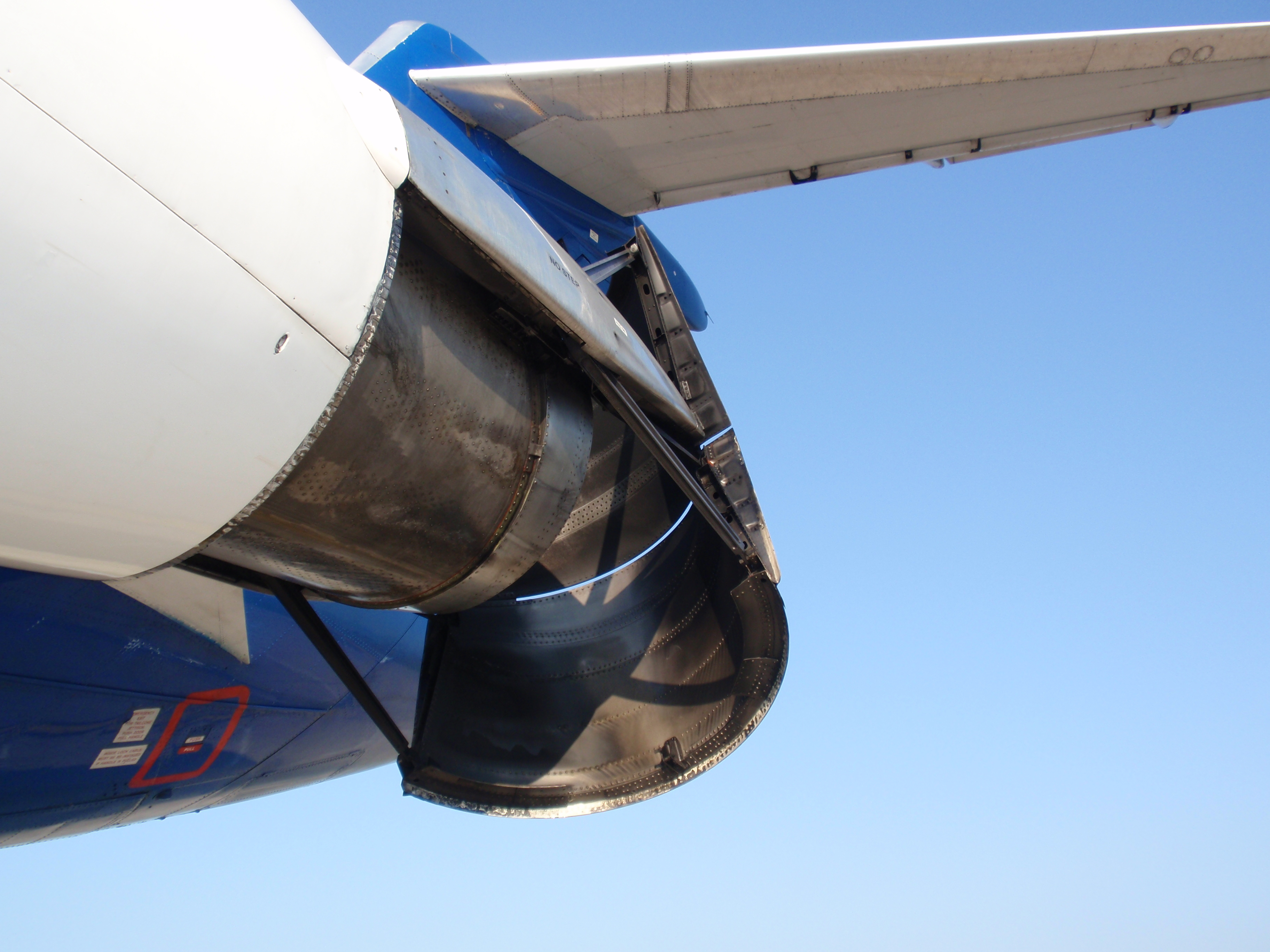
Inversori di spinta su un MD-82

Le prime versioni di JT8D erano dotate di un fan a doppio stadio ed un compressore assiale di bassa pressione a sei stadi mossi da un albero collegato ai tre stadi di turbina di bassa pressione, mentre i sette stadi del compressore di alta pressione erano collegati da un secondo albero concentrico al primo ad un singolo stadio di turbina di alta pressione.
Le versioni -200 si differenziano per il fan di diametro maggiore (e relativo incremento del rapporto di diluizione) a stadio singolo.
La camera di combustione è di tipo tubo-anulare con nove tubi di fiamma interconnessi.
Il JT8D è un turboventola a flussi miscelati con un diffusore a lobi posto nell'ugello di scarico che contribuisce ad abbassare la rumorosità. Nel 2006 è stato certificato un kit di modifica (STC) per i motori installabili sugli MD-80 che, oltre a prevedere nuovi materiali fonoassorbenti per la presa d'aria e lo scarico, introduce un diffusore di nuovo disegno a 16 lobi che consente di rientrare nei più stringenti limiti acustici (Stage-4).

## Versioni

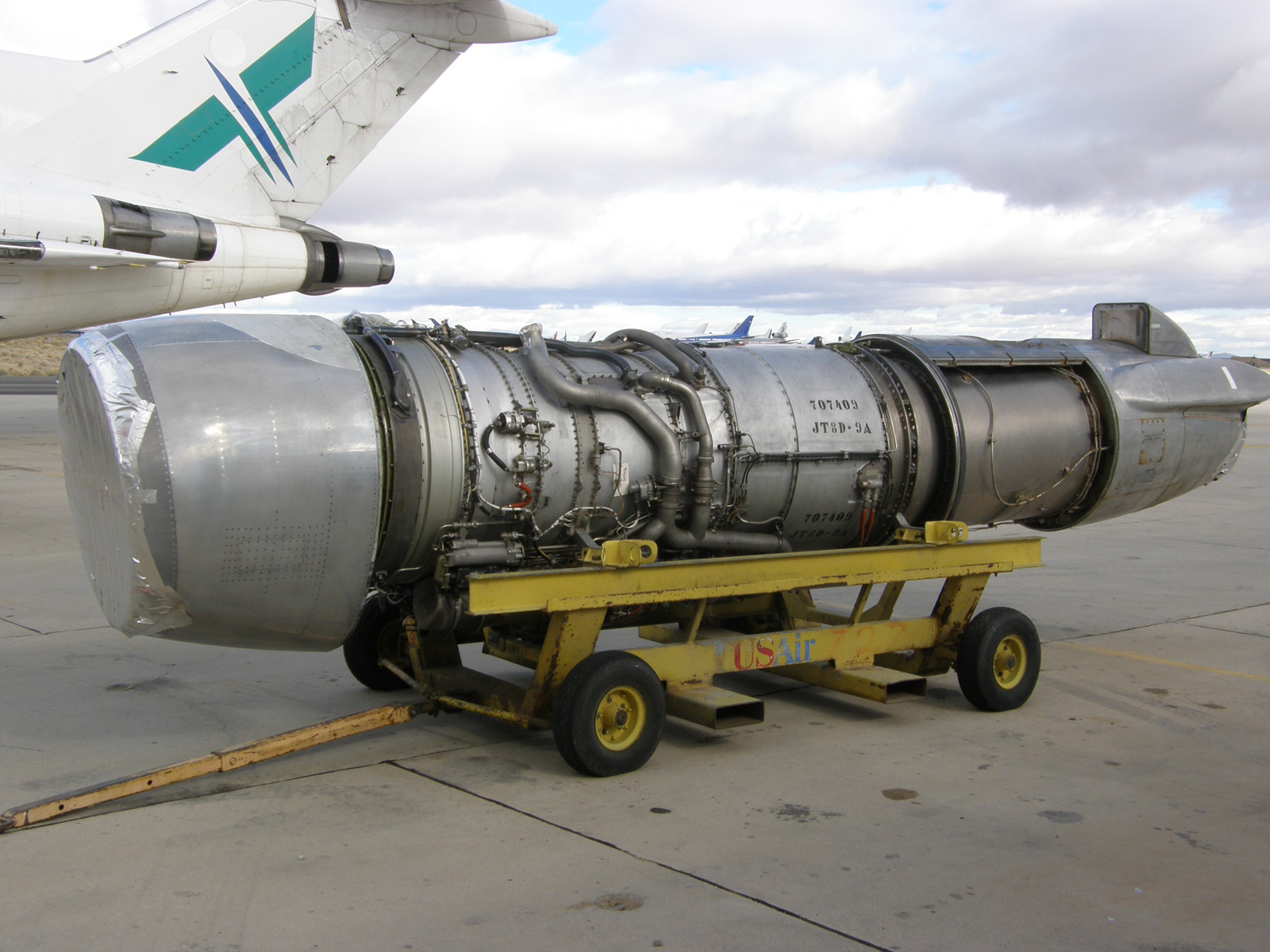
Un JT8D-9A

- JT8D-1 -1A -1B - 14 000 libbre di spinta (lbf)
- JT8D-5 - 12 250 lbf
- JT8D-7 -7A -7B - 14 000 lbf
- JT8D-9 -9A - 14 500 lbf
- JT8D-11 - 15 000 lbf
- JT8D-15 -15A - 15 500 lbf
- JT8D-17 -17A -17R -17AR - 16 000 lbf
- JT8D-209 - 19 250 lbf
- JT8D-217A/C - 20 850 lbf
- JT8D-219 - 21 700 lbf

Dati tratti da FAA Type Certificate Data Sheet

## Velivoli utilizzatori
Stati Uniti
- Boeing 707RE
- Boeing 727
- Boeing 737
- McDonnell Douglas DC-9
- McDonnell Douglas MD-80
- McDonnell Douglas YC-15
- Northrop Grumman E-8C Joint STARS

 Francia
- Dassault Mercure

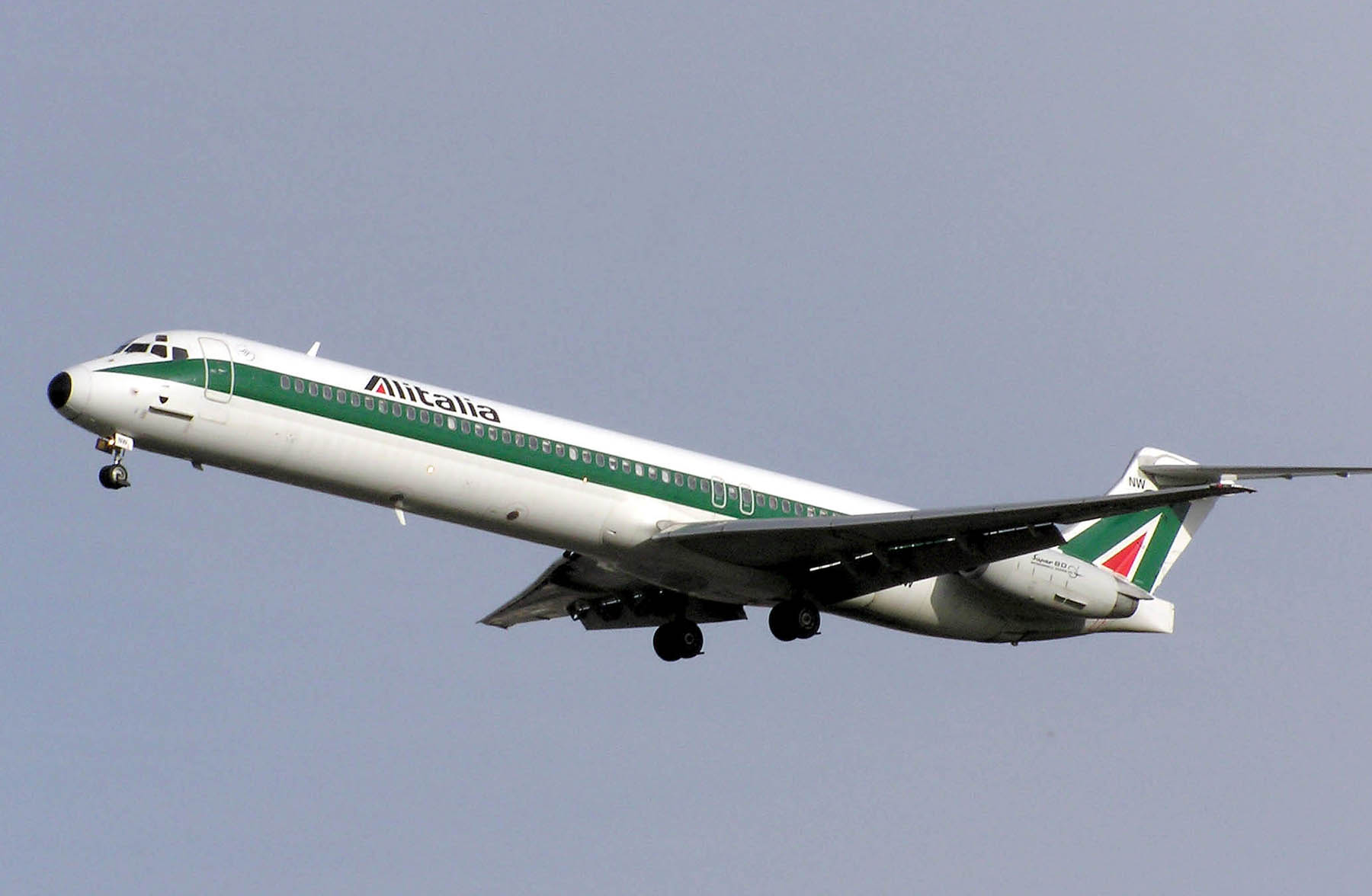
Un MD-80 Alitalia equipaggiato con due JT8D-217.

- Sud Aviation Caravelle 10B, 10R, 11R, e 12